# Mullett體育館
Mullett體育館 (最初名為 ASU綜合體育館)是一座位於亞利桑那州坦佩亞利桑那州立大學的室內綜合體育館。 
這座擁有5,000個座位的體育館是男子冰球、女子冰球、女子體操和男子角力隊的主場。從2022年到至少2025年，它也是國家冰球聯盟亞利桑那土狼的臨時球場，NHL比賽的座位上限為4,600人。場館設施歸亞利桑那州立大學所有，委由橡景集團經營管理。

## 外部連結
- Mullett體育館 （页面存档备份，存于）